# Campeonato Uruguaio de Futebol de 1942
O Campeonato Uruguaio de Futebol de 1942 foi a 11ª edição da era profissional do Campeonato Uruguaio. O torneio consistiu em uma competição com dois turnos, no sistema de todos contra todos. O campeão foi o Nacional.

## Classificação[2]
| Pos | Equipe               | Pts | J  | V  | E | D  | GP | GC | SG  |
| --- | -------------------- | --- | -- | -- | - | -- | -- | -- | --- |
| 1°  | Nacional             | 28  | 18 | 13 | 2 | 3  | 59 | 24 | 35  |
| 2°  | Peñarol              | 25  | 18 | 11 | 3 | 4  | 43 | 22 | 21  |
| 3°  | Montevideo Wanderers | 22  | 18 | 8  | 6 | 4  | 24 | 21 | 3   |
| 4°  | Sud América          | 20  | 18 | 9  | 2 | 7  | 35 | 29 | 6   |
| 5°  | Rampla Juniors       | 18  | 18 | 7  | 4 | 7  | 27 | 29 | -2  |
| 6°  | Liverpool            | 17  | 18 | 7  | 3 | 8  | 31 | 34 | -3  |
| 7°  | Racing               | 16  | 18 | 6  | 4 | 8  | 28 | 38 | -10 |
| 8°  | Central              | 15  | 18 | 7  | 1 | 10 | 31 | 39 | -8  |
| 9°  | Defensor             | 11  | 18 | 3  | 5 | 10 | 29 | 49 | -20 |
| 10° | River Plate          | 8   | 18 | 2  | 4 | 12 | 17 | 39 | -22 |

|  | Campeão.                     |
|  | Rebaixado à Segunda Divisão. |

Promovido para a próxima temporada: Miramar.
| Campeonato Uruguaio de 1942   |
| ----------------------------- |
| Nacional Campeão (17º título) |